# Olivia O’Lovely

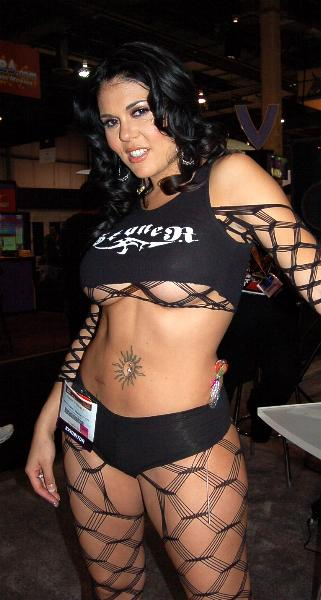
Olivia O’Lovely bei der AVN Adult Entertainment Expo 2006

Olivia O’Lovely (* 26. September 1976 in Santa Fe, New Mexico als Sabina Olivia Mardones) ist eine ehemalige US-amerikanische Pornodarstellerin.

## Karriere
Olivia O’Lovely begann ihre Karriere 2002 im Alter von 26 Jahren. Ihre Vorfahren kamen aus Spanien, Italien, Chile und Frankreich.
Laut IAFD hat sie in mehr als 275 Filmen mitgewirkt. Sie spielte unter anderen in Big Wet Asses 3 und Ass Worship 4 & 5 mit. Bei Brazzers hat sie elf Szenen, bei Hustler sechs Szenen, und auch auf anderen Internetseiten ist sie zahlreich vertreten. Im Juni 2008 beendete sie ihre Karriere. Ein Jahr darauf heiratete sie einen Juwelier und brachte 2011 einen Sohn zur Welt. Seitdem arbeitet sie als Innenausstatterin. O’Lovely war zweimal für den AVN Award nominiert und wurde 2010 in die Hall of Fame der Urban X Awards aufgenommen. Sie trat auch im Musikvideo von Murs’ Risky Business der End of the Beginning LP auf. Außerdem war sie zu Gast in der Howard Stern Show.

## Filmografie (Auswahl)
- 2003: Ass Worship 4 & 5
- 2004: Pussyman’s Decadent Divas 24
- 2004: Big Wet Asses 3
- 2006 & 2008: Big Ass Fixation 1 & 3
- 2007: Bang Bus 18
- 2007: Double D Babes 4
- 2008: Deep in Latin Cheeks 2
- 2008: Seasoned Players 5
- 2009: Asses of Face Destruction 6
- 2009: Big Wet Butts 2

## Auszeichnungen & Nominierungen
- 2004: NightMoves Award als Miss Congeniality
- 2005: AVN-Award-Nominierung für Best Threeway Sex Scene in Drop Sex 2
- 2006: AVN-Award-Nominierung für Best Threeway Sex Scene in She Got Ass (mit Angel Eyes und Mr. Marcus)
- 2010: Aufnahme in die Urban X Award Hall of Fame[2]